# Recica
Recica dawniej też Kadłubek B (Rycica) – wieś w Polsce położona w województwie mazowieckim, w powiecie białobrzeskim, w gminie Stara Błotnica.
W latach 1975–1998 miejscowość położona była w województwie radomskim.